# José Moreno Ballesteros
José Moreno Ballesteros (Madrid, ? - Madrid, 14 de desembre de 1956) fou director i organista.
Va ser organista titular de la parroquia de la Concepció de Madrid. Va dirigir l'orquestra del Teatre Lara amb motiu de l'estrena de el amor brujo de Falla, amb el seu fill Federico al piano, i va romandre en la direcció d'aquest teatre durant més de trenta anys.
A més a més fou professor del conservatori. En un principi no va animar la vocació musical del seu fill, però el va permetre prendre llisons de piano i harmonia, i només després de compondre junts Las delicias, sarsuela en un acte estrenada el 1912, va accedir a ocupar-se de la seva formació musical i arribar a conèixer els seus èxits.

## Obra
(Totes de música escènica conservades a E:Msa)
- La feria de Villaplácida
- La lista oficial
- La gente alegre
- Las travesuras de Fígaro
- Raúl y Elena
- El sueño de la princesa
- Crispín y su compadre
- Las decididas
- El oso y el madroño
- La visión de los festejos